# Дарлингтон, Сидни
Си́дни Да́рлингтон (18 июля 1906, Питтсбург, Пенсильвания — 31 октября 1997, Эксетер, Нью-Гэмпшир) — американский инженер-электрик и изобретатель: в 1953 году он изобрёл конфигурацию транзисторов, названную «составной транзистор» (также: пара Дарлингтона). Он также внёс значительный вклад в теорию сетей, разработав подход к синтезу вносимых потерь, и изобрёл ЛЧМ-радар, бомбовые прицелы, наведение пушек и ракет.
В 1928 году Дарлингтон ему была присвоена степень бакалавра физики (с отличием) в Гарварде, где он был избран в Phi Beta Kappa. Он также получил степень бакалавра инженерного искусства в Массачусетском технологическом институте в 1929 году и степень доктора философии по физике в 1940 году.
В 1945 году он был награждён Президентской медалью свободы, высшей гражданской наградой Соединённых Штатов за свой вклад во время Второй мировой войны. Он был избран членом Национальной инженерной академии, которая отметила его вклад в теорию электрических сетей, радаров и систем наведения.
В 1975 году он получил медаль Эдисона IEEE «За основной вклад в теорию сетей и важные изобретения в радиолокационных системах и электронных схемах» и почетную медаль IEEE в 1981 году «За фундаментальный вклад в фильтрацию и обработку сигналов, приведших к созданию ЛЧМ-радаров».
Он умер в своём доме в Эксетере, штат Нью-Гэмпшир, США, в возрасте 91 года.

## Патенты
- U.S. Patent 1 991 195 — Wave Transmission Network
- U.S. Patent 2 663 806 — Semiconductor signal translating devices.(ed., "Darlington Transistor")
- U.S. Patent 2 438 112 — Bombsight Computer
- U.S. Patent 2 468 179 — Tracking Device
- U.S. Patent 2 658 675 — Fire Control Computer
- U.S. Patent 2 678 997 — Pulse Transmission(Chirp)
- U.S. Patent 3 008 668 — Rocket Guidance
- U.S. Patent 3 265 973 — Two-Port Network Synthesis
- U.S. Patent 3 618 095 — Chirp Pulse Equalizer